# Pat Spurgin
Karen Patricia "Pat" Spurgin (Billings (Montana), 10 de agosto de 1965) é uma atiradora olímpico estadunidense, campeã olímpica.

## Carreira
Pat Spurgin representou os Estados Unidos nas Olimpíadas de 1984, conquistou a medalha de ouro na pistola de ar 10m.